# Louis Alibaud
Louis Alibaud est un militant républicain français, né à Nîmes le 2 mai 1810 et guillotiné à Paris le 11 juillet 1836 pour avoir tenté d'assassiner le roi des Français Louis-Philippe.

## Biographie
Engagé en juillet 1829 dans le 15e régiment d'infanterie légère, il refuse en 1830 de tirer sur les insurgés de Juillet. Il réussit à se faire réformer en janvier 1834. Brièvement employé au Service de la Poste dans le sud de la France, il rejoint les républicains espagnols en septembre 1835 pour soutenir leur révolte. Il retourne aussitôt après à Paris, en novembre, afin de commettre un attentat contre Louis-Philippe. Se faisant passer pour un représentant de commerce, il se procure une canne-fusil. 
Le 25 juin 1836 à 18 h 15, il tire sur le roi à sa sortie des Tuileries. Il a choisi une invention récente, la canne-fusil, qu'il réussit à l'introduire dans le carrosse. Alors qu'elle est bien d'aplomb sur la portière, il tire à bout portant, mais rate son coup : au même moment le roi s'est penché pour saluer la garde. 
Son arrestation est immédiate,, un garde réussit à l’empêcher de se suicider avec le poignard qu'il portait. 
Il est incarcéré dans la prison du Luxembourg, et placé dans la cellule occupée avant lui par Giuseppe Fieschi, conspirateur comme lui.
Il est jugé par les Pairs de France dès le lendemain. Sur le procès-verbal de ses aveux, il fait précéder sa signature de la mention « Je n’ai qu’un seul regret, celui de n’avoir pas réussi. » Pendant son procès, lorsqu'il lui est demandé depuis combien de temps il méditait son crime, Alibaud répond : « Depuis que le roi a mis Paris en état de siège ; qu’il a voulu gouverner au lieu de régner ; depuis qu’il a fait massacrer les citoyens dans les rues de Lyon et au cloître de Saint-Merri. Son règne est un règne de sang, un règne infâme. J’ai voulu tuer le roi ».
Condamné à la peine du parricide le 9 juillet, il est guillotiné le 11 juillet, barrière Saint-Jacques, à 5 heures du matin afin que l’événement ne provoque pas de rassemblement républicain. L'accès de la place est bloqué par le positionnement de 6 000 soldats. Lorsque la foule arrive, tout est déjà terminé.
Avant de mourir, Alibaud déclara : « Je meurs pour la liberté, pour le peuple, et pour l'extinction de la monarchie. »
Le corps du supplicié fut immédiatement enseveli dans la tranchée des suppliciés du cimetière du Montparnasse à Paris.

## Après sa mort
Le gouvernement se montra incapable d'un comportement conséquent cohérent face aux attentats contre Louis-Philippe. 
- La famille d'Alibaud obtint peu après, le droit de le faire inhumer dans une tombe propre, donc identifiable.
- La militante républicaine Laure Grouvelle, ne manqua pas de faire fleurir cette tombe à ses frais, du même geste subversif qu'elle avait eu pour celle de l'un des conspirateurs précédents, Pierre Morey[8], complice dans l'attentat perpétré à l'aide de la fameuse « machine infernale ».
- Le manuscrit rédigé par Alibaud durant son incarcération, dans lequel il justifiait son geste, parvint à être copié, ce qui permit sa mise en circulation jusqu'en 1848[9].
- Le quotidien Le National, fondé par Adolphe Thiers, publia deux articles qui en revanche valurent à son gérant une condamnation à trois mois de prison pour « apologie du crime d'assassinat ».
- L'attentat provoqua une modification profonde de la cérémonie d'inauguration de l'Arc de triomphe de l'Étoile. Censé agrémenter la commémoration du sixième anniversaire des Trois Glorieuses, un défilé militaire avait été prévu. Il fut remplacé par un grand banquet, tandis que le voile du monument était retiré à sept heures du matin, en la seule présence d'Adolphe Thiers et de son ministre des Finances.
- La canne-fusil de l'attentat fut revendue[10]

Le conspirateur suivant, Marius Darmès déclara qu'il avait été inspiré par le geste d'Alibaud.